# Lilla Malma socken
Lilla Malma socken i Södermanland ingick i Villåttinge härad, uppgick 1952 i Malmköpings köping och området ingår sedan 1971 i Flens kommun och motsvarar från 2016 Lilla Malma distrikt.
Socknens areal är 73,70 kvadratkilometer land (köpingen yta på 2,7 ej inräknad). År 2000 fanns här 2 622 invånare. Tätorten och kyrkbyn Malmköping med sockenkyrkan Lilla Malma kyrka ligger i socknen.  

## Administrativ historik
Lilla Malma socken har medeltida ursprung under namnet Malma socken som namnändrades 1940 till det nuvarande. 
Malmköping blev 3 februari 1785 landets första friköping inom socknen. Vid kommunreformen 1862 bildade friköpingen en köpingskommun under namnet Malmköpings köping och socknens ansvar för de kyrkliga frågorna övergick till Malma församling och för de borgerliga frågorna till Malma landskommun. Landskommunen inkorporerades 1952 i Malmköpings köping som 1971 uppgick i Flens kommun. Församlingen uppgick 2006 i Dunker-Lilla Malma församling.
1 januari 2016 inrättades distriktet Lilla Malma, med samma omfattning som församlingen hade 1999/2000.  
Socknen har tillhört län, fögderier, tingslag och domsagor enligt vad som beskrivs i artikeln Villåttinge härad.  De indelta soldaterna tillhörde Södermanlands regemente, Oppunda kompani och Livregementets grenadjärkår, Södermanlands kompani.

## Geografi

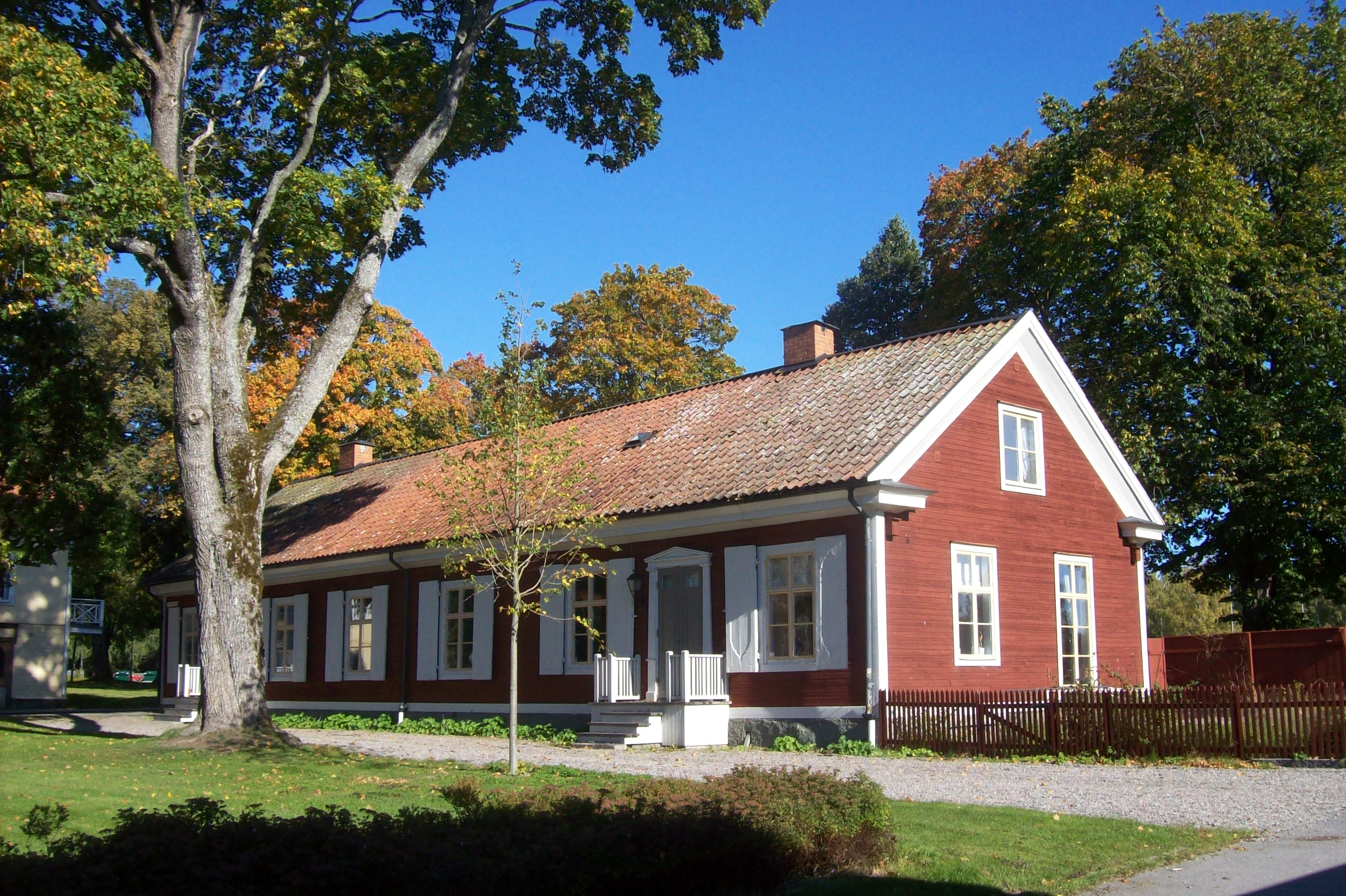
Malmköpings tingshus.

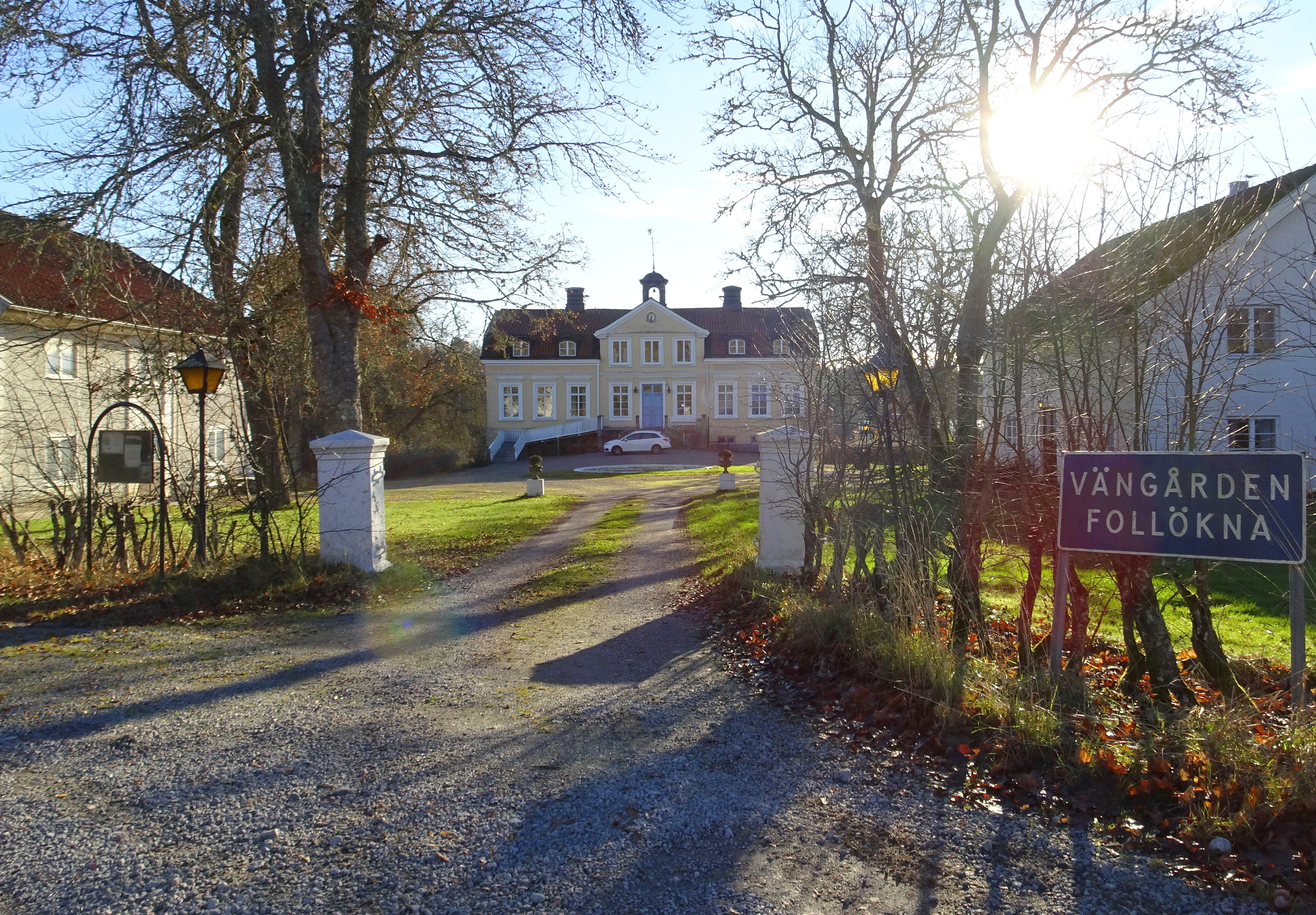
Fållökna.

Lilla Malma socken ligger kring Malmköping och Malmköpingsön, väster om sjön, Dunkern och genomdragen av Strömsholmåsen. Socknen är en sjörik och kuperad skogsbygd med odlingsbygd i sydost.
Egendomar: Eneboga (med Snösvad), Grinda, Smedstorp, Follökna, Sundby och Fräkentorp.

## Fornlämningar
Minst sex boplatser och lösfynd från stenåldern är funna. Från bronsåldern finns spridda gravrösen. Från järnåldern finns tio gravfält och tre fornborgar.

## Namnet
Namnet (1310 Malmä) kommer från kyrkbyn och innehåller plural av malm, 'sand, grus; sandig eller grusig mark' syftande på grusåsen vid kyrkan.